# 塘雅镇
塘雅镇，是中華人民共和國浙江省金华市金东区下辖的一个镇。位于金东区中部，面积53平方千米，人口2.45万，镇政府驻塘雅自然镇。

## 塘雅镇下辖下列村委会（自然村）
现辖：
塘雅一村、塘雅二村、塘雅三村、塘雅四村、寺前村、前进村、龙源村、前蒋村、上庄村、村里村、溪干村、金尚塘村、横山村、中梅村、小王村、对头山村、横塘村、雅河村、河溪村、五渠塘村、红星村、施塘头村、砖塘村、鲜景村、新店村、羊尖山村、含香村、徐村埠村、张店村、前溪边村、桥头陆村、下吴村、下溪口村、下金山村、金村、古里村、楼下徐村、石板堰村、破塘村、马头方村、黄古塘村、杨桥头村、顶塘村、竹村、王山下村、竹溪塘村、王明塘村和上溪口村。

## 交通
- 沪昆铁路、金温新双线塘雅联络线：塘雅站

## 黄古塘
黄古塘，位于中國浙江省金华市金东区塘雅镇的自然村，东接溪干村，南临东阳江，西邻马头方村，北接杨桥头村，人口0.5千，村民以陶、严两姓为主。村前有一左一右两个池塘，呈黄牯牛角状，故名。黄古塘村是种植葡萄的专业村，全村共有400多亩葡萄，主要品种为巨峰和藤稔。
村名用字演变：道光《金华县志》写作“黄顾塘”；光绪《金华县志》写作“黄牯塘”；七十年代地形图写作“黄古塘”。
根据清同治辛未年(1871年)重修的《固塘陶氏宗譜》卷之一，黃古塘陶氏辈分的字谱如下：
「尊千萬仍原，福拳付惟順，旺昊斌栢瑛，瓊瑤珪璟琇，琚璉瑞琩珍，琮璜琦珖琡，璋珂珠玉環」

## 资料来源
1. ↑  . 金东新闻网. 2017-03-17  [2017-04-01]. （原始内容存档于2019-05-19）.
2. ↑  . 中国·国家地名信息库.
3. ↑  . 中华人民共和国国家统计局. 2023 （中文（中国大陆））.[]

- 金东区地名录 （页面存档备份，存于）